# Programowanie proceduralne
Programowanie proceduralne – paradygmat programowania zalecający dzielenie kodu na procedury, czyli fragmenty wykonujące ściśle określone operacje. Procedury nie powinny korzystać ze zmiennych globalnych (w miarę możliwości), lecz pobierać i przekazywać wszystkie dane (czy też wskaźniki do nich) jako parametry wywołania.